# Bilal Akgül
Bilal Akgül (nascido em 13 de outubro de 1982) é um ciclista de estrada profissional turco que representou seu país nos Jogos Olímpicos de Verão de 2008 na prova de cross-country e terminou em trigésimo quinto lugar.